# أمير المقدمي
أمير المقدمي (مواليد 20 أغسطس 1978) هو لاعب كرة قدم. يلعب مع منتخب تونس لكرة القدم. سبق له أن لعب في كأس العالم لكرة القدم مع منتخب بلاده.

## روابط خارجية
- أمير المقدمي على موقع الاتحاد الدولي (مؤرشف)  (الإنجليزية)
- أمير المقدمي على موقع اتحاد تركيا (لاعب) (الإنجليزية)
- أمير المقدمي على موقع قاعدة بيانات كرة القدم.إي يو (الإنجليزية)
- أمير المقدمي على موقع ناشيونال فوتبول تيمز (الإنجليزية)